# Apostolepis multicincta
Espèce
Statut de conservation UICN

 LC  : Préoccupation mineure
Apostolepis multicincta  est une espèce de serpents de la famille des Dipsadidae.

## Répartition et habitat
Cette espèce est endémique du département de Santa Cruz en Bolivie. On la trouve entre 700 et 2 035 m d'altitude. Elle vit dans la forêt tropicale sèche.

## Publication originale
- Harvey, 1999 : Revision of Bolivian Apostolepis (Squamata: Colubridae). Copeia, vol. 1999, no 2, p. 388-409.